# Очарован тобой (фильм, 1936)
«Очарован тобой» (англ. Under Your Spell) — чёрно-белая американская музыкальная романтическая комедия 1936 года, главную роль в которой сыграл оперный баритон из Metropolitan Opera Лоуренс Тиббет. Шестой и последний фильм Тиббета, а также первый в голливудской карьере приехавшего из Европы австрийского режиссёра Отто Премингера.

## Сюжет
В Нью-Йорке оперный певец Энтони Аллен устал от того, что его властный менеджер Петров (русский по происхождению) вынуждает участвовать в глупых рекламных трюках. Когда они приезжают в Чикаго, светская львица Синтия Дрексель встречается с Петровым и договаривается о том, чтобы Тони спел на её вечеринке за 15 000 долларов. Затем она возвращается на своё место в театральной ложе во время выступления Тони, чтобы присоединиться к её дяде Бобу и графу Раулю Дю Риенну, за которого дядя Боб мечтает выдать её замуж. Однако Синтия договорилась с Раулем о том, чтоб он не брал с неё никаких брачных обязательств. Когда Петров устраивает очередной рекламный трюк с Тони, оперный певец сбегает от него и летит на свою родину в Нью-Мексико, где друзья устраивают вечеринку в его честь. Возмущённая исчезновением Тони, Синтия летит на своём частном самолёте в Нью-Мексико, чтобы вернуть его для выполнения контракта. Найдя Тони, она сообщает ему о своём намерении вернуть его обратно, но он остаётся твёрдым в своём отказе. Следом за ней прибывает её дядя Боб с камердинером Аллена Боттсом и рассказывает Синтии о скандале, который вызвал её полёт в Нью-Мексико. Разозлившись на Тони, который, по её мнению, сбежал, чтобы вызвать именно такой скандал, Синтия в спешке уезжает, даже не взяв свой чемодан. Теперь заинтересованный в ней, Тони возвращается в Чикаго под предлогом, что хочет вернуть ей её вещи. Когда Тони прибывает в её дом, Синтия критикует его пение и сообщает ему о своей помолвке с Раулем, что бесит Тони и он уходит. Во время посадки на теплоход, его арестовывают за нарушение контракта, но, когда он сталкивается с судьёй, Тони объясняет, что не будет петь для Синтии, потому что она не ценит его талант. Судья соглашается с доводами Тони и закрывает дело. На выходе из зала суда за Тони следует дядя Боб, который объясняет ему, что, если Синтия выйдет замуж за Рауля, это будет ошибкой и что ей не хватает только хорошего шлепка. Затем Тони прячется в дверях, и когда Синтия проходила мимо, он увёл её в сторонку и как следует отшлёпал капризную девицу. После этого Петров созывает пресс-конференцию, на которой счастливая пара объявляет о своей помолвке.

## В ролях
- Лоуренс Тиббет — Энтони Аллен, гастролирующий певец
- Венди Барри — Синтия Дрексель, светская львица
- Грегори Ратофф — Петров, менеджер Аллена
- Артур Тричер — Боттс, камердинер
- Грегори Гэй — граф Рауль Дю Риенн
- Бертон Черчилль — судья
- Чарльз Ричман — дядя Боб
- Мэдж Беллами — мисс Стаффорд
- Джек Малхолл — судебный клерк (в титрах не указан)

## Премьеры
- США — национальная премьера фильма состоялась 6 ноября 1936 года в Нью-Йорке[1].
- Швеция — с 6 февраля 1937 года фильм демонстрировался на киноэкранах Швеции[1].
- Венгрия — с 8 апреля 1937 года фильм демонстрировался на киноэкранах Венгрии[1].
- СССР — с 21 декабря 1942 года фильм демонстрировался на киноэкранах СССР[1].

## О фильме
Ремейк испаноязычной постановки студии «20-й век – Фокс» 1934 года «Границы любви» (Las fronteras del amor), режиссёром которой был Фрэнк Р. Стрейер, а в главных ролях выступили Хосе Мохика и Росита Морено. Это был первый американский фильм Отто Премингера, поставившего до этого в Австрии киноленту «Большая любовь» (1931, Die Grosse Liebe). После эмиграции из Европы в США, Премингер дебютировал на Бродвее в декабре 1935 года с вполне удачной постановкой пьесы «Клевета» Эдварда Вулла, а затем в начале 1936 года отправился в Голливуд, где в течение восьми месяцев он работал в качестве помощника режиссёра на студии 20th Century Fox, пока глава студии Дэррил Занук не предложил новобранцу режиссёрское кресло в постановке музыкального фильма с участием оперного баритона Metropolitan Opera Лоуренса Тиббетта. У Занука был подписанный контракт (на 100 000 $) с Тиббеттом на постановку двух фильмов, но после коммерческого провала первой кинокартины «Метрополитен» (1935), студийный магнат стремился избавиться от певца и думал, что при помощи новичка Премингера у него это получится. Тиббет знал о чувствах Занука и не пытался ни в чём винить режиссёра, взявшегося за постановку, наоборот, он был доброжелательным как на съёмочной площадке, так и за её пределами.
Съёмки начались под рабочим названием «Полёт любви» (Love Flight) в середине августа 1936 года, вскоре после того, как Премингер подал заявление о намерении получить гражданство США. Работа шла в рамках назначенного бюджета и с опережением графика. Основные съёмки были закончены к 15 сентября и Занук был настолько доволен эффективной работой Премингера, что подписал с ним однолетний контракт на 1000 долларов в неделю, начиная с 6 октября. Перед выпуском фильма в прокат его название было изменено на «Очарован тобой» (Under Your Spell) в соответствии с названием одной из трёх песен, написанных специально для фильма Артуром Шварцем и Говардом Дитцем (две других - My Little Mule Wagon и Amigo). Тиббет также исполнил Largo al factotum из «Севильского цирюльника» и Le veau d'or из «Фауста» в фильме, который оказался для него последним.